# فرانسيس لتسينغي
فرانسيس لتسينغي (بالفرنسية: Francis Litsingi)‏ (مواليد 10 سبتمبر 1986) هو لاعب كرة قدم كونغولي يلعب حاليًا لصالخ نادي تيبليتسه في الدوري التشيكي الممتاز.

## روابط خارجية
- فرانسيس لتسينغي على موقع اتحاد تركيا (لاعب) (الإنجليزية)
- فرانسيس لتسينغي على موقع قاعدة بيانات كرة القدم.إي يو (الإنجليزية)
- فرانسيس لتسينغي على موقع ناشيونال فوتبول تيمز (الإنجليزية)
- فرانسيس لتسينغي على موقع Soccerway.com (الإنجليزية)
- فرانسيس لتسينغي على موقع عالم كرة القدم.نت (الإنجليزية)
- فرانسيس لتسينغي على موقع AS.com (الإسبانية)

- صفحة اللاعب على سوكرواي